# Лерт, Раиса Борисовна
Раиса Борисовна Лерт (1906, Белая Церковь — 1985, Москва) — советская журналистка, диссидент.

## Биография
Родилась в еврейской семье, отец был маклером, в 1913 году семья после смерти отца переехала в Киев.
Училась в гимназии, была исключена из неё в 1919 году за то, что отказалась встать на колени во время молебна по случаю побед деникинской армии.
В 1922 году переехала в Москву и начала работать наборщицей в типографии, затем редактором многотиражной газеты типографии, в 1926 году вступила в ВКП(б).
В конце 1920-х — 1930-е годы работала в газетах «Правда», «Рабочая Москва», «Строительная газета», в других газетах и журналах.
Во время Великой Отечественной войны работала в ТАСС, где занималась написанием контрпропагандистских статей, опровергающих нацистскую пропаганду, после войны работала в Радиокомитете СССР, в редакции вещания на зарубежные страны.
В 1949 году во время кампании по «борьбе с космополитизмом» как еврейка была уволена из Радиокомитета, работала журналистом в различных изданиях.
С конца 1960-х годов, уйдя на пенсию, стала публиковать свои критические статьи в самиздате и участвовать в правозащитном движении, в котором занимала левосоциалистические позиции. Совместно с Роем Медведевым работала над альманахом «XX век». В 1978 году стала одной из создателей самиздатского журнала «Поиски».
В 1979 году у Раисы Лерт был проведён обыск, она была исключена из КПСС.